# Burdett (Kansas)
Burdett es una ciudad ubicada en el condado de Pawnee en el estado estadounidense de Kansas. En el año 2010 tenía una población de 247 habitantes y una densidad poblacional de 352,86 personas por km².

## Geografía
Burdett se encuentra ubicada en las coordenadas 38°11′36″N 99°31′35″O / 38.19333, -99.52639 (38.193410, -99.526456).

## Demografía
Según la Oficina del Censo en 2000 los ingresos medios por hogar en la localidad eran de $37,000 y los ingresos medios por familia eran $49,375. Los hombres tenían unos ingresos medios de $27,917 frente a los $21,563 para las mujeres. La renta per cápita para la localidad era de $19,490. Alrededor del 5.5% de la población estaban por debajo del umbral de pobreza.